# إدوارد رايت (لاعب كريكت)
إدوارد رايت (3 أبريل 1945 في المملكة المتحدة - ) (بالإنجليزية: Edward Wright)‏ هو لاعب كريكت بريطاني. لعب مع Norfolk County Cricket Club ‏.

## وصلات خارجية
- إدوارد رايت (لاعب كريكت) على موقع إي آس بي آن كريك إنفو (الإنجليزية)